# 沃伊尼哈
49°57′46″N 33°4′1″E / 49.96278°N 33.06694°E
沃伊尼哈（烏克蘭語：Войниха），是烏克蘭的村落，位於該國中部波爾塔瓦州，由盧布尼區負責管轄，處於沃伊尼哈河右岸，分別距離索洛尼齊亞0.5公里和舍爾什尼夫卡3公里，海拔高度90米，2001年人口1,030。